# Ташлыкульелгасы
Ташлыкульелгасы (устар. Ташлыкуль-Елгасы) — река в России, протекает по Башкортостану. Устье реки находится в 4,4 км по левому берегу реки Уреш. Длина реки составляет 13 км.

## Данные водного реестра
По данным государственного водного реестра России относится к Камскому бассейновому округу, водохозяйственный участок реки — Уфа от Нязепетровского гидроузла до Павловского гидроузла, без реки Ай, речной подбассейн реки — Белая. Речной бассейн реки — Кама.
Код объекта в государственном водном реестре — 10010201112111100023705.